# Verdalselva
El riu Verdal (o Verdalselva en noruec) és un riu noruec, situat al municipi de Verdal, al comtat de Nord-Trøndelag. Amb 21 quilòmetres de llargada, el riu comença al poble de Vuku, a la confluència dels rius Inna i Helgåa. El riu Inna drena el llac d'Innsvatnet prop de la frontera amb Suècia i el riu Helgåa va des del llac Veresvatnet a la localitat de Vera. El riu flueix cap a l'oest cap al fiord de Trondheim, després del seu pas per la localitat de Verdalsøra. És un dels rius designats per a la pesca del salmó.